# Red Bank (Caroline du Sud)
Pour les articles homonymes, voir Red Bank.
Red Bank est une census-designated place située dans le comté de Lexington, dans l’État de Caroline du Sud, aux États-Unis. Lors du recensement de 2020, elle comptait 10 924 habitants.